# Santuario della vita selvatica di Thungyai
Il santuario della vita selvatica di Thungyai (in lingua thailandese, เขตรักษาพันธุ์สัตว์ป่าทุ่งใหญ่นเรศวร) è un'area protetta della Thailandia. È situata a cavallo tra la parte settentrionale della provincia di Kanchanaburi e quella meridionale della provincia di Tak. Il santuario della vita selvatica venne creato il 24 aprile 1974. Venne in seguito dichiarato patrimonio dell'umanità dall'UNESCO, in coppia con il santuario della vita selvatica di Huai Kha Khaeng.

## Storia
Re Naresuan del Regno Ayutthaya per due volte (nel 1590 e nel 1605) stabilì la sua base nel santuario prima dell'invasione di Birmania. In seguito il sito prese il nome di Thungyai Naresuan, che significa "I grandi campi di Naresuan".
L'area è da sempre pressoché disabitata. Le boscose colline non favoriscono l'agricoltura, e la zona è ancora infestata dalla malaria. Questo problema ha permesso, ironicamente, un perfetto isolamento dall'uomo ed il conseguente mantenimento dell'habitat. Per questo motivo, molte delle specie animali selvatiche tipiche del sud-est asiatico possono essere trovate qui, incluse alcune rare come le tigri.

## Clima
Il santuario appartiene alla zona tropicale o subtropicale. La temperatura media oscilla tra i 15-35 gradi in estate, 20-33 nella stagione delle piogge, e 10-29 in quella asciutta. La caduta annua di pioggia è di 2.000 ml.